# Achetaton
Achetaton ("de horizon van Aton") of Amarna is de naam van de hoofdstad die de Egyptische farao Achnaton liet bouwen op de oostelijke oever van de rivier de Nijl op de plaats waar zich nu het dorp El Amarna bevindt.

## Geschiedenis van de stad
Gedurende een korte periode ten tijde van het Nieuwe Rijk woonden hier naar schatting 50.000 mensen in de nabijheid van de farao en zijn gevolg. De keuze voor de nieuwe locatie van Egyptes hoofdstad hing samen met het feit dat zich hier een breuk bevindt in de bergrug die de vlakte langs de Nijl in het oosten van de achterliggende woestijn scheidt. Deze breuk doet bij zonsopkomst denken aan de samengestelde hiëroglief voor "horizon" (achet) en "zon" (aton). Hierdoor leek deze plek door de natuur zelf aangewezen voor de vestiging van een stad waarvan de bewoners de cultus van de zonnegod Aton aanhingen. 
De stad was gesticht in het vijfde jaar van de regering van farao Achnaton (ca. 1350 v.Chr.) en werd verlaten in het tweede jaar van de regering van Toetanchamon. Toch was de stad niet geheel verlaten, want er zijn nog graven ontdekt uit de 22e dynastie. In de moderne tijd moest de stad herontdekt worden en in 1824 voerde Wilkinson de eerste opgravingen uit. Daarna zijn er nog opgravingen verricht door onder andere Lepsius, Petrie en Ludwig Borchardt. Vanaf 1977 onderzoekt de Egypt Exploration Society
de site.

## Archeologische vondsten
Tot de belangrijkste archeologische vondsten afkomstig uit Amarna behoren de Amarna-brieven, geschreven op kleitabletten in spijkerschrift, die gegevens bevatten omtrent diplomatieke betrekkingen tussen het toenmalige Egypte en naburige rijken, en de portretbuste van Nefertiti, opgegraven in de werkplaats van de beeldhouwer Tutmoses. Dit beeld maakt tegenwoordig deel uit van de collectie van het Egyptologisch Museum in Berlijn.

## Bouwwerken
Van de gebouwen zelf is slechts weinig terug te vinden omdat ze voor het overgrote deel uit leem werden opgebouwd en omdat de site lange tijd als steengroeve diende voor andere bouwwerken.

### Bewoning
In het zuiden en noorden van de stad leefden de burgers van Achetaton. Hun huizen bestonden uit tichels en leem. Achetaton vormde een ware stad met administratieve gebouwen, politiekantoren, bakkerijen, ateliers, etc. Niet ver van de stad zijn de restanten teruggevonden van het arbeidersdorp waar de arbeiders van het koninklijk graf woonden.

### Graven

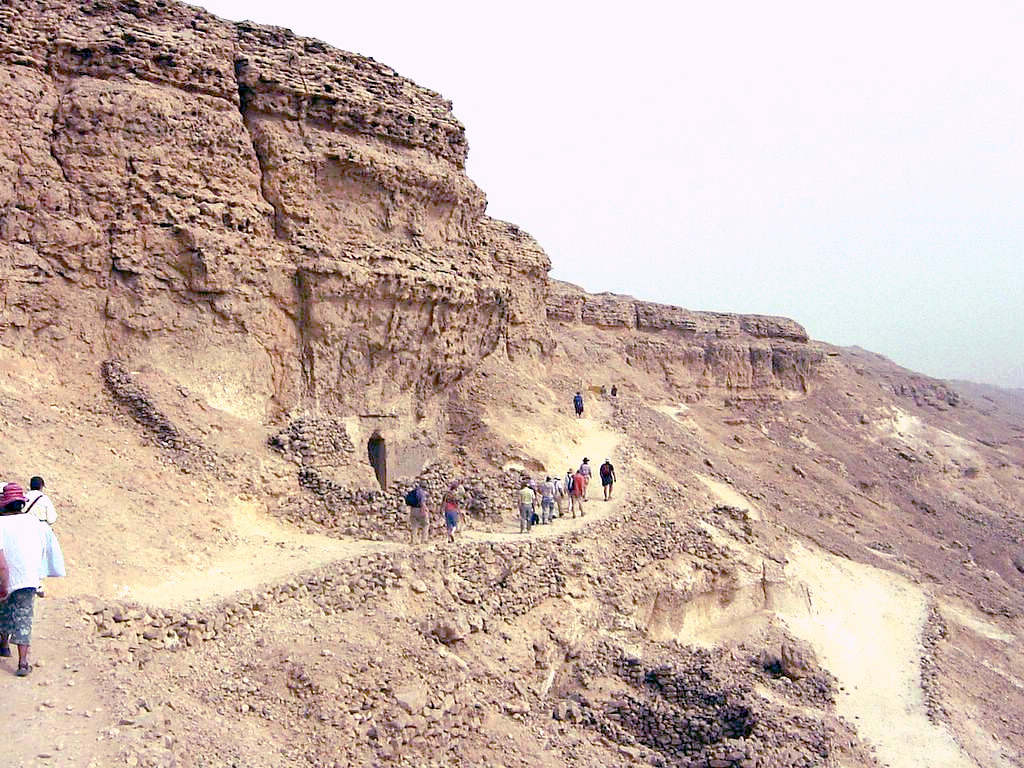
Noordelijke graven in Amarna

Er is een onderscheid tussen de graven van de koninklijke familie en deze van de ambtenaren en edelen:
- De koninklijke graven bevinden zich in de oostelijke wadi en hierin lag het graf van Achnaton, Teye, Maketaton en vermoedelijk ook Kiya. Deze graven zijn anders opgebouwd dan deze uit de Vallei der Koningen en werden versierd met de nieuwe Amarna-kunst.
- In de oostelijke bergwand bevinden zich 44 graven voor de ambtenaren van Achnaton, maar vele zijn onvoltooid gebleven omdat de stad plots werd verlaten.

### Paleizen
Er zijn in de stad twee paleizen: het noordelijke paleis en het grote paleis genaamd: "Het huis van vreugde in Achetaton".
De paleizen in de stad dienden als administratieve centra. Typerend waren de verschijningsvensters vanwaar de farao met zijn familie de bevolking begroette. Het belangrijkste paleis was gelegen in het centrum van de stad en vermoedelijk was dit de vaste residentie van de farao.

### Tempels
De Atontempels verschilden van de overige tempels in Egypte door hun open karakter. De tempels hadden geen dak. Zodoende was er ook geen behoefte aan een standbeeld voor de god, omdat de zon (Aton) elke dag zichtbaar was. De priesterklasse was minimaal, ze boden alleen offers aan de god. Aan het hoofd van de cultus stond de farao, zoals dat ook was in eerdere tijden.
In het centrum van de stad stonden twee tempels:
- De kleine Atontempel: Hoet-Aten ("Huis van de Aton").
- De grote Atontempel: Per-Aten-em-Achetaten ("Huis van de Aton in Achetaton" of "Huis van de zonneschijf in Achetaten").

In het zuiden van de stad stonden:
- De riviertempel.
- Kom el-Nana, een zonnetempel
- Maroe-Aten, een zonnetempel met zonneschermen en altaren.